# Collocaliodes aethiops
Collocaliodes aethiops là một loài bướm đêm thuộc phân họ Arctiinae, họ Erebidae.